# Jagodno (województwo mazowieckie)
Jagodno dawniej też Jagodne – przysiółek w Polsce położona w województwie mazowieckim, w powiecie radomskim, w gminie Przytyk. Miejscowość wchodzi w skład sołectwa Domaniów.
Jagodno wchodzi w skład sołectwa Domaniów.
W latach 1975–1998 miejscowość administracyjnie należała do województwa radomskiego.
Wierni Kościoła rzymskokatolickiego należą do parafii św. Wawrzyńca we Wrzosie.